# Seirarctia echo
Seirarctia echo är en fjärilsart som beskrevs av Smith 1797. Seirarctia echo ingår i släktet Seirarctia och familjen björnspinnare. Inga underarter finns listade.